# Болексаз
Болекса́з (каз. Бөлексаз) — село у складі Кегенського району Алматинської області Казахстану. Адміністративний центр та єдиний населений пункт Болексазького сільського округу.
Населення — 1012 осіб (2021; 1377 у 2009, 1354 у 1999, 1400 у 1989).